# České časopisy o fotografii

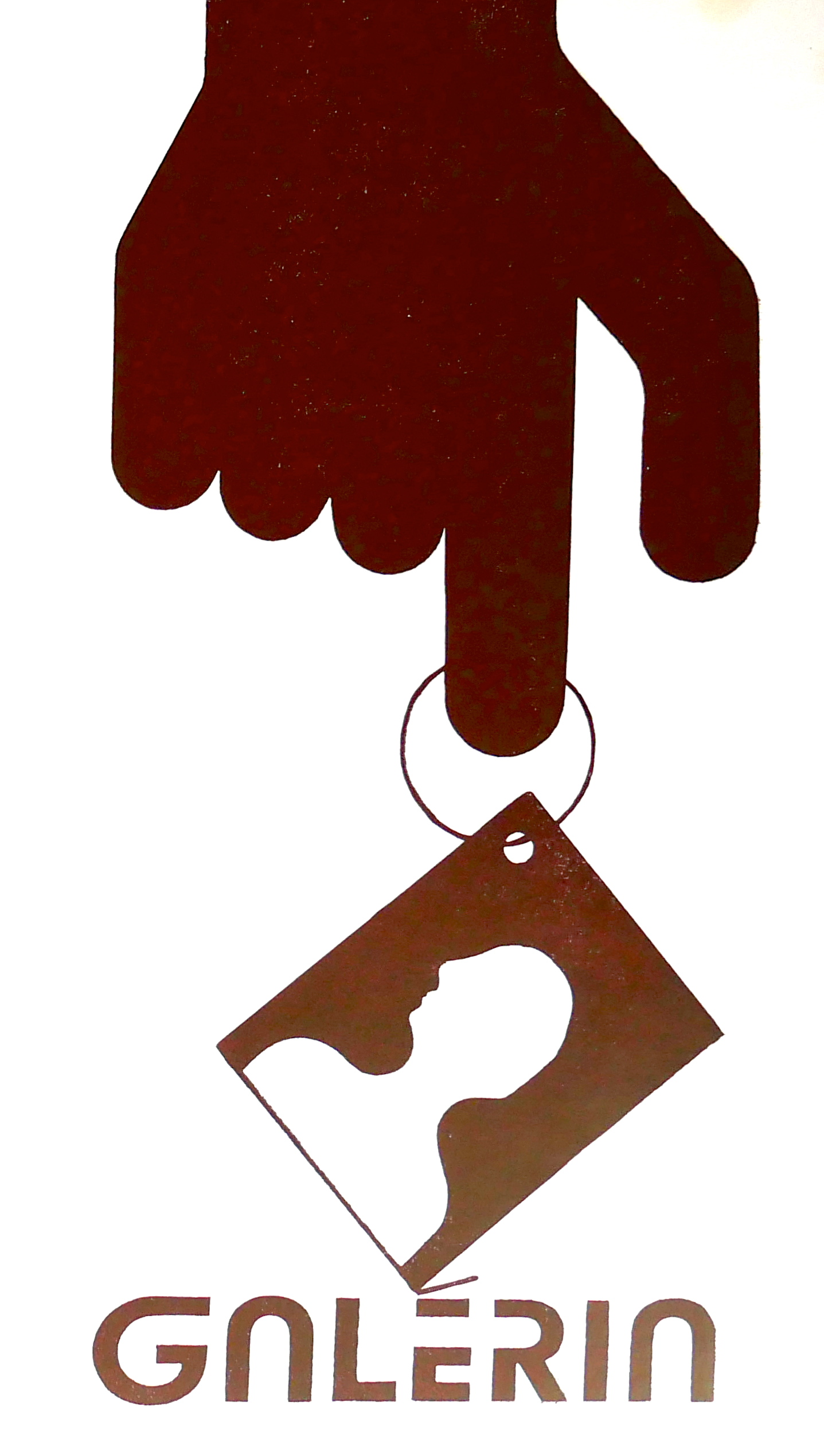
Obálka časopisu Galéria věnovaného fotografii vydávaného Galérií F v Banské Bystrici v 80. létech 20. století

Časopisy o fotografii byly vždy vlivným prostředkem k publikování prací fotografů i teoretiků, k rozvíjení široké diskuse i pěstování kritického myšlení. Jde o odborné časopisy věnované oboru fotografie určené odborníkům nebo laikům. Za časopisy je vhodné považovat i publikace s nižší periodicitou než jedno vydání ročně, pokud jde o souvislou řadu. Ne každý titul si zaslouží samostatné encyklopedické heslo, ale společná dokumentace v časových a dalších souvislostech je nezbytná. Vedle časopisů o fotografii existují také fotografické nebo jinak řečeno obrázkové časopisy, které fotografii používají k prezentaci dalších témat. Ty představují jinou problematiku (nejde o odborné časopisy) a vyžadují si shrnutí ve vlastním článku České obrázkové časopisy

## České časopisy o fotografii
V tomto celku má smysl zahrnout i časopisy vydávané v rámci historických státních celků Rakousko-uherska a Československa. Periodika s širším záběrem jsou zařazena pouze v případě, že se fotografii věnovala  pravidelně ve větším rozsahu. Tituly jsou řazeny podle doby vzniku.

### Fotografický obzor

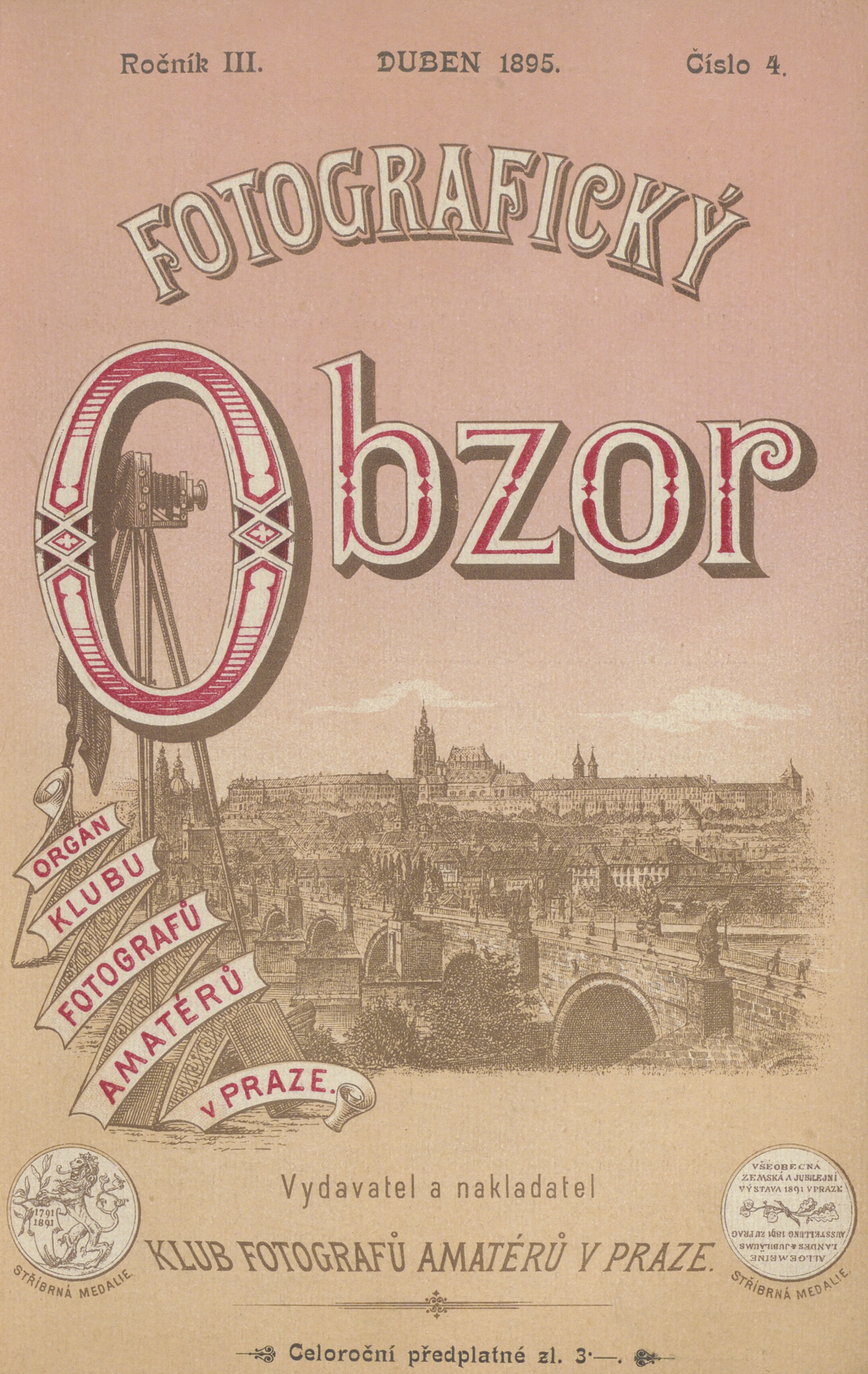
Obálka časopisu Fotografický obzor, vycházejícího mezi roky 1893 a 1944 (obálka z roku 1895)

Fotografický obzor byl český časopis zaměřený na fotografickou tvorbu, který vycházel mezi roky 1893 a 1944. Vydavatelem byl Klub fotografů amatérů, od 1902 Český klub fotografů amatérů, po roce 1930 Svaz českých klubů fotografů amatérů se sídlem v Praze. První číslo vyšlo 10. ledna 1893. Od roku 1923 se z běžného klubovního zpravodaje stal časopis s bohatou obrazovou přílohou, která byla tištěna proslulým hlubotiskem firmy Václav Neubert a synové v Praze na Smíchově. V roce 1930 došlo ke sloučení s časopisem Rozhledy fotografa amatéra a Fotografický obzor se stal orgánem Svazu českých klubů fotografů amatérů. Nejprogresivnější bylo období mezi roky 1940–1941, kdy se ve vedení FO objevili mj. Jaromír Funke, Josef Ehm nebo Eugen Wiškovský. Po jejich odchodu se časopis zaměřil na tzv. vlasteneckou fotografii. Historie časopisu se uzavřela v září 1944, kdy byl zastaven. K poválečné obnově Fotografického obzoru už nedošlo.

### Revue fotografie
Čtvrtletník pro profesionální fotografii založený roku 1957 fotografem Václavem Jírů a zpočátku jím vedený. Byl vydáván také v ruské jazykové mutaci. Následující šéfredaktorka Daniela Mrázková jej v 70. létech pozvedla na mezinárodní úroveň. Od roku 1990 byl šéfredaktorem Josef Moucha. Po roce 1992 časopis vydával Pavel Pechatý s finanční podporou firmy Olympus a v roce 1995, kdy bylo vydávání ukončeno, Petr Mach.

### Výtvarníctvo, fotografia, film
Časopis věnovaný neprofesionální tvorbě vydávaný Osvetovým ústavem Bratislava byl vydáván od roku 1962 do počátku 90. let 20. století. K nejdéle působícím redaktorům patřil Jaroslav Čiljak, který stál u jeho založení. Časopis publikoval mnoho článků a fotografií českých autorů.

### Nejskromnější umění
Občasník věnovaný pohlednicím, převážně fotografickým, vydávalo od roku 1975 nakladatelství ČTK-Pressfoto Praha. Redaktorem byl Jiří Mucha.

### Dioptrie
Samizdatový časopis českých studentů tvořících v Žilině fotoskupinu Oči pod vedením Zdeňka Fišera. Vycházel několik let od roku 1978. Při politickém útoku na banskobystrickou Galérii F byl hodnocen jako nelegální tiskovina.

### Galéria
Ročenka zaměřená na fotografii vydávaná v letech 1983–1986 ve slovenštině a češtině Galerií F v Banské Bystrici. Bezplatná distribuce. Poslední vydání vyšlo již jako samizdat. Redakce Tomáš Fassati.

### Angelma

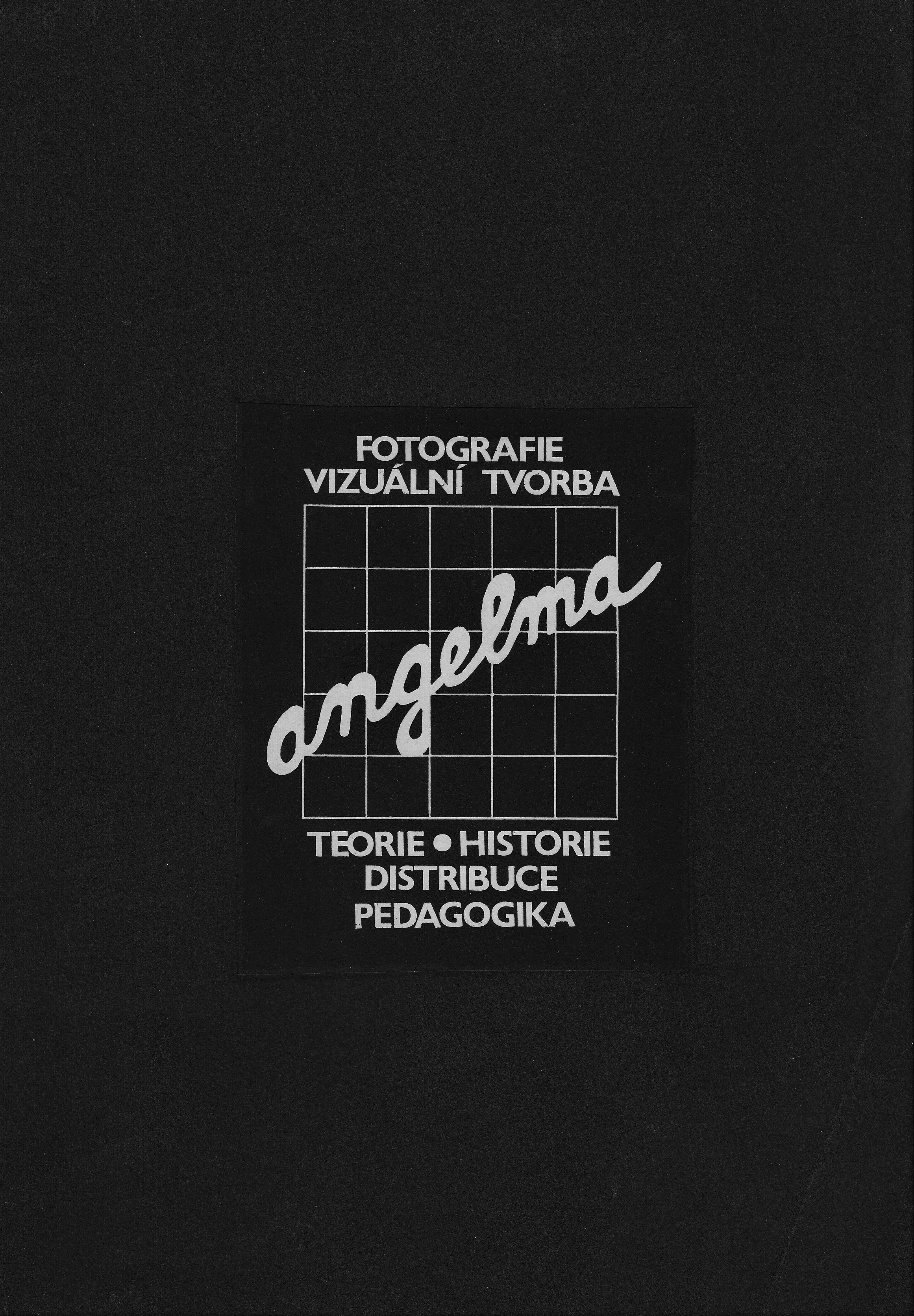
Obálka časopisu Angelma zaměřeného na teorii a historii fotografie.

Odborný občasník věnovaný fotografické teorii a historii vydávaný v létech 1990 – 1993 sekcí teorie fotografie Čs. Vědecké společnosti pro teorii umění Československé akademie věd (angelma = sdělení). Neobsahoval ilustrace, tisk zajišťovalo Muzeum umění a designu Benešov. Redakce Tomáš Fassati. Náklad do 100 výtisků. Bezplatná distribuce.

### Listy o fotografii
Sborník vydávaný od roku 1994 Institutem tvůrčí fotografie Slezské univerzity v Opavě. Redaktoři Vladimír Birgus, Aleš Kuneš a Tomáš Fassati.

### Advanced Foto Video
Časopis, který začal vycházet s nástupem digitální fotografie roku 1996 v Praze, šéfredaktorem byl na počátku fotograf Daniel Šperl.

### Imago
Mezinárodní časopis o fotografii s českou účastí vydávaný Stredoeurópskym domom fotografie v Bratislavě; pod vedením historika fotografie Václava Macka vycházel od roku 1995.

### Historická fotografie
Sborník pro prezentaci historické fotografie vydává od roku 2001 Technické muzeum v Brně společně s Národním archívem v Praze. Redaktorky Naděžda Urbánková a Emilie Benešová.

### FOTO
Časopis FOTO vznikl v dubnu roku 2012. K redaktorům časopisu patří mj. zakládající šéfredaktor Tomáš Hliva, zástupce šéfredaktora Martina Grmolenská a přispěvatelé Vladimír Birgus, Petr Vilgus nebo Josef Moucha ad. Vychází 4x ročně.

### Fotograf
Časopis začal vydávat v Praze roku 2002 redakční kruh soustředěný fotografem Pavlem Baňkou, profesorem Univerzity J. E. Purkyně Ústí nad Labem. Díky finanční podpoře mecenáše Miroslava Lekeše se časopis od počátku mohl věnovat výhradně umělecké fotografii a je vydáván také v anglické mutaci. Vydavatelem je spolek Fotograf 07, který později začal také provozovat stejnojmennou nekomerční galerii a pořádat festival fotografie. Dlouholetou šéfredaktorkou je Markéta Kinterová.
Časopis Fotograf se řadí se mezi časopisy věnující se soudobé fotografické tvorbě, podobně jako rakouská Camera Austria, španělský Exit, německá European Photography nebo americký Aperture. V letech 2002–2019 vycházel dvakrát ročně. V roce 2020 zvýšil periodicitu na tři čísla v jednom kalendářním roce. Je jediným českým časopisem o fotografii se zahraniční distribucí a po zániku časopisu Umělec také jediným českým periodikem o vizuálním umění v anglickém jazyce. Vedle profilů osobností českých a zahraničních pravidelně publikuje překladové i původní teoretické texty, rozhovory, recenze knih o fotografii nebo autorských fotografických knih. Představuje důležité fotografické instituce a recenzuje výstavy. Vedle současné umělecké fotografie představuje významné historické osobnosti a soubory. Jednotlivá čísla jsou tematicky zaměřená. Jedno číslo ročně se tematicky shoduje se zaměřením příslušného ročníku Fotograf Festivalu. Do okruhu přispěvatelů patří řada kurátorů a teoretiků z České republiky, ale i ze zahraničí. Současná grafická podoba časopisu je dílem česko-holandského studia The Rodina.

### DIGIfoto
DIGIfoto (v minulosti také DIGI) byl český odborný časopis, jehož hlavním tématem byla fotografie, fotografování a fotoaparáty. K redaktorům časopisu patřili mj. zakládající šéfredaktor a bohemista Petr Bubeníček, šéfredaktor Petr Lindner, redaktoři Jan Novák, Libuše Mohelská, Petr Vilgus, Tomáš Hliva nebo Silvie Šeborová (dříve Vondrová). Od roku 2003 do roku 2010 patřil měsíčník do portfolia brněnské společnosti Computer Press. V roce 2010 časopis přešel pod vydavatelský dům Mladá fronta, která jej v prosinci 2011 zastavila. Část redaktorů v roce 2012 založila nástupnický Časopis FOTO.